# Манг, Вернер
Вернер Лотар Манг (род. 4 сентября 1949 года в Ульме, Германия) — немецкий ЛОР-врач, работающий в области эстетической хирургии. Обладатель двойного гражданства: немецкого и швейцарского. Приобрёл международную известность благодаря пластическим операциям, проведённым на знаменитостях.

## Жизнь и влияние
Вернер Манг родился в Ульме в 1949 году в семье управляющего лесным хозяйством и вырос в Линдау на Боденском озере. После посещения начальной школы он сдал Abitur в Bodensee-Gymnasium Lindau в 1968 году.
Изучал медицину в Мюнхенском техническом университете. Во время учебы Манг познакомился с Иво Питанги из Рио-де-Жанейро, пионером в области пластической хирургии. В 1974 году он закончил учебу и в том же году в кости получил докторскую степень в Техническом университете Мюнхена.
В 1980 году Манг стал специалистом по лечению заболеваний ушей, носа и горла. Затем перешёл в область пластической хирургии и с 1982 года работал старшим врачом в Klinikum rechts der Isar Технического университета Мюнхена под руководством Вернера Шваба. В 1984 году защитил докторскую диссертацию по теме «Плоскоклеточный рак небной миндалины и его влияние на иммунологическую систему человека». В 1989 году Манг основал клинику Бодензее в Линдау, медицинским директором которой он является.
В 1987 году основал Немецкое общество эстетической медицины, в котором занимал пост президента в течение двенадцати лет. С 2007 по 2012 год был генеральным директором и медицинским директором группы клиник Mang Medical One.
Манг был одним из первых врачей в Германии, сделавших пластические операции, и благодаря этому он добился широкой известности. Он написал несколько книг и некоторое время продавал серию косметических продуктов через телемагазин. Его публичные выступления часто становятся предметом освещения в СМИ. Кроме того, Манг снимался в различных документальных фильмах, интервью и ток-шоу.
Манг купил более дюжины старых городских домов в Линдау через Фонд семьи профессора Манга и отремонтировал их. В 2012 году Манг приобрёл средневековый замок Альтенбург недалеко от Фельдкирхен-Вестерхам, чтобы построить там специализированную психосоматическую клинику. В 2015 году он продал замок инвестору из Казахстана.

### Социальная жизнь
Манг является председателем Фонда профессора Манга, который проводит операции детям из социально слабых семей. Жертвы насилия также проходят лечение. 2012 году Манг прооперировал непальского мальчика, который не мог говорить и есть из-за большой опухоли на лице. В ходе восьмичасовой операции опухоль была полностью удалена, а затем восстановлено лицо. Манг также много лет заботится о жертвах катастрофы во время авиашоу Рамштайн, бесплатно выполняя операции по восстановлению лиц. Манг является спонсором проекта «Делай добро добром» и членом клуба «Королевское-рыболотство в помощь детям», который защищает нужды социально незащищенных детей.

## Награды
- 2003: Почетный президент Немецкого общества эстетической медицины[14].
- 2007: Медицинское издательство Springer, Гейдельберг[15].
- 2011: Премия Health Media за дело всей его жизни[16].
- Почетная профессура России[17].

## Членство
- Американское общество пластической хирургии лица.
- Канадское общество пластической хирургии лица.
- Председатель Всемирного общества эстетической хирургии (WASS).
- Почетный член Испанского общества эстетической медицины.
- Член Немецкого общества пластической и реконструктивной хирургии.
- Президент Международного общества эстетической медицины.
- Президент-основатель Немецкого общества эстетической хирургии.
- Член Баварского общества хирургии[18].

## Клиника Бодензее

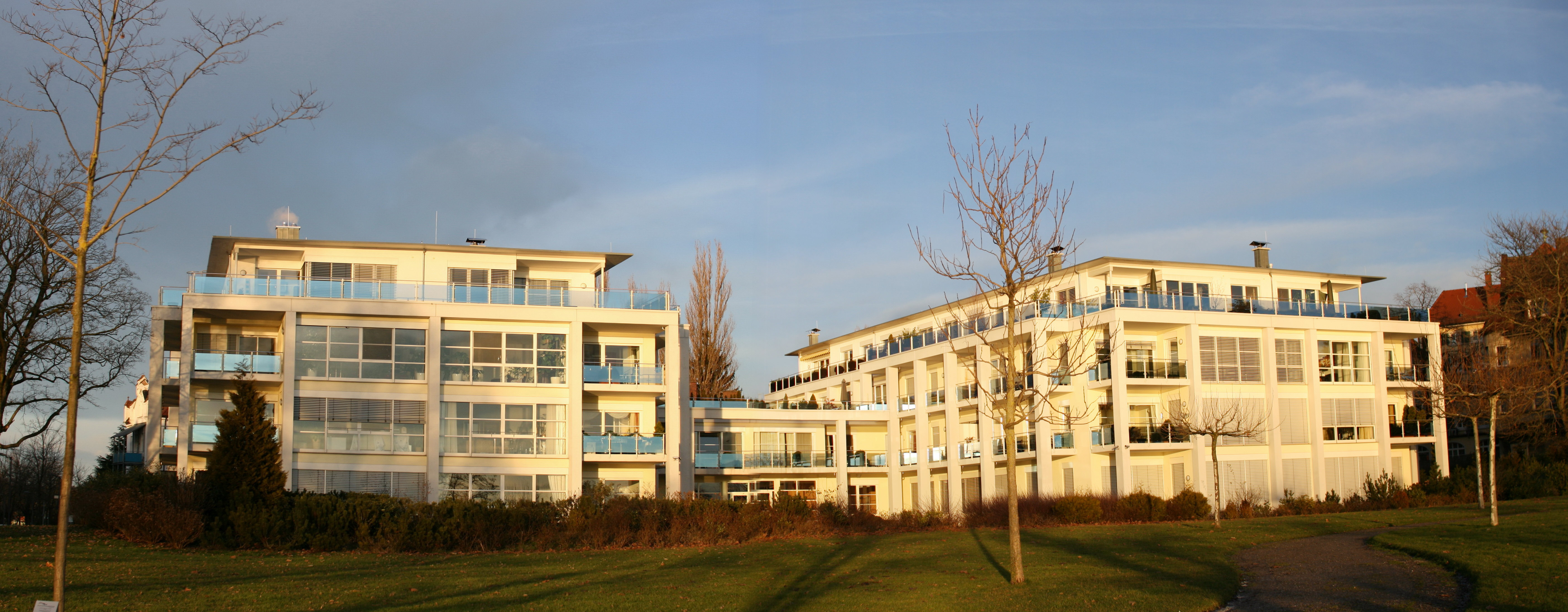
Клиника Бодензее в Линдау

Bodenseeklinik в Линдау, медицинским директором которой является Манг, относится к небольшой частной клинике пластической хирургии, основанной в 1990 году и работающей в районной больнице Линдау. Клиника выросла с шести до десяти, а затем до двадцати коек. В 2000 году церемония закладки фундамента нового здания за 25 миллионов евро на заднем острове, в западной части острова, состоялась вблизи от бывших казарм Луитпольд. Новое здание прямо на берегу Боденского озера в парковой зоне было передано по назначению в 2003 году в качестве специализированной клиники пластической и эстетической хирургии. В нем 50 коек в двух отделениях, пять операционных, актовый зал и исследовательская лаборатория. В клинике работают два старших пластических хирурга. Ежегодно в этой клинике проводится от 2000 до 3000 косметических операций.

## Публикации (подборка)
- с Йоханнесом Бишко : меридианы Инь и Ян, а также расположение и значение их главных, особых, соединительных, кардинальных и главных точек . Биолого-медицинское издательское общество, 1979, ISBN 3921988233
- Модификации хирургии против спирали и ринопластики, а также варианты инъекций коллагена . Ларинг Ринол Отол, 1985.
- Техника и результаты инъекционного лечения коллагеном. В: Гельмут Генрих Вольф, Вильфрид Шмеллер (ред.) Пороки развития, невусы, меланомы (Достижения в хирургической дерматологии, Том II.) Springer, Berlin / Heidelberg 1985, ISBN 978-3-540-15713-7 .
- Коллагеновый имплантат Zyderm. Полезное дополнение к эстетической хирургии головы и шеи? В: Герхард Пфайфер (ред.) Эстетика формы и функции в пластической и реконструктивной хирургии. Springer, 1985, ISBN 3-540-15829-4 .
- Инъекционный коллаген — новый лечебный метод коррекции эстетически неприятных возрастных изменений. Ранние и поздние результаты. В: Hellmut Neubauer (под ред.) Пластическая и реконструктивная хирургия возраста. Springer, 1986, ISBN 3-540-16285-2 .
- Эстетическая хирургия лица. В: Иоганн Одар (ред.) Приемы и методы современной медицины. Steinkopff-Verlag, Дармштадт 1990, ISBN 978-3-7985-0818-7 .
- Ошибки и опасности эстетической ринопластики. В: Ханс-Йоахим Нойман (ред.) Эстетическая и пластико-реконструктивная хирургия лица . Einhorn-Presse-Verlag, Reinbek 1993, ISBN 3-88756-524-X .
- с Рахимом Рахманзаде: Функционально-эстетическая септоринопластика . В: Рахим Рахманзаде, Эйке-Эрик Шеллер (ред.) Аллопластические процедуры и микрохирургические вмешательства . Einhorn-Presse, Reinbek 1994, ISBN 3-88756-481-2 .
- в качестве редактора: Эстетическая хирургия . Einhorn-Presse, Reinbek 1996, ISBN 3-88756-527-4 .
- Руководство по эстетической хирургии 1. Springer, Heidelberg 2002, ISBN 978-3-540-66512-0 .
- Руководство по эстетической хирургии 2 . Springer, Heidelberg 2005, ISBN 978-3-540-66553-3 .
- Красота на заказ. Все о косметической хирургии . Econ, Берлин 2005, ISBN 3-430-16264-5 .
- Моя книга красоты. Правда — Косметическая хирургия акульего резервуара . Trias, Штутгарт 2006, ISBN 3-8304-3133-3 .
- Советы и рекомендации для пластического хирурга-эстетика . Springer, Heidelberg 2007, ISBN 3-540-28409-5 .
- Лживая красота: о фальшивом великолепии и пустом заблуждении . К. Бертельсманн Verlag, Мюнхен 2009, ISBN 978-3-570-10018-9 .
- Становится все красивее и красивее. . . Автобиография пластического хирурга. Записано Томасом Шнайдером, Ореллом Фюссли, Цюрих, 2016 г., ISBN 978-3-280-05581-6 .